# Sándor László (irodalomkritikus)
Sándor László (Budapest, 1909. március 20. – Budapest, 1993. október 13.) csehszlovákiai és kárpátaljai magyar irodalomkritikus, műfordító, a Korunk szerkesztője.

## Élete
Szülei az első világháború alatt Kassára, majd Losoncra költöztek. Gimnáziumot és kereskedelmi akadémiát végzett Kassán, 1945 után pedig levelező hallgatóként művészettörténeti tanulmányokat folytatott a moszkvai Repin Intézetben.
1933-tól szerkesztője a losonci Figyelőnek, illetve egyik alapítója az Indulásnak. 1937-től a Tűz helyi népfrontos ifjúsági egyesület elnöke. 1938-ban előbb Kassán, majd Ungvárott dolgozott magánhivatalnokként.
A szovjet Kárpátaljából 1962-ben költözött Budapestre, ahol 1966–1978 között a Gorkij Könyvtár igazgatójaként működött.
Az 1930-as évektől közölte cikkeit, állandó külső munkatársa volt a Magyar Újságnak és a Magyar Napnak. 1935-ben átvette Fábrytól a Korunk csehszlovákiai képviseletét, s 1940-ig több mint 50 cikke, kritikája jelent meg a lapban. Műfordítóként előbb cseh és szlovák műveket, majd 1945 után Ungváron orosz és ukrán írók műveit ültette magyarra. Mint az ungvári képtár igazgatója képzőművészeti tanulmányokat is írt, magyar népmeséket és a kárpátaljai magyar írók alkotásaiból összeállított antológiákat adott ki. Budapestre költözését követően a csehszlovákiai magyar, a cseh, a szlovák és a szovjet irodalom kérdéseiről értekezett. 1945 után az ő összeállításában jelentek meg Sáfáry László, Rudnóy Teréz, Vozári Dezső kötetei, valamint az Ez volt a Sarló tanulmánygyűjtemény.
A szlovákiai magyar, marxista szellemű irodalomkritika egyik képviselője.

## Művei
- 1959 Glück Gábor (ukránul)
- 1954 Magyar népmesék
- 1962 Grabovszky Emil élete és munkássága (oroszul)
- 1979 Hazánk: Kelet-Európa
- 1988 Hidak partok között

## Díjai, elismerései
- Szocialista Kultúráért (1966)
- Munka Érdemrend arany fokozata (1969)[7]
- Szocialista Magyarországért Érdemrend (1978)[8]
- Magyar Népköztársaság aranykoszorúval díszített csillagrendje (1989)[9]